# Cage the Elephant
Cage the Elephant és un grup de rock nord-americà de Bowling Green, Kentucky, format l'any 2006. Es van traslladar a Anglaterra, Regne Unit i es van establir a Londres l'any 2008, poc abans de llançar el seu primer àlbum homònim, "Cage the Elephant". Avui dia, la banda està formada per Matt Shultz (cantant), el seu germà gran Brad Shultz (guitarra), Nick Bockrath (guitarra), Matthan Minster (guitarra, teclat), Daniel Tichenor (baix) i Jared Champion (bateria). El primer àlbum de la banda es va rebre amb molt d'èxit, generant diversos senzills de ràdio que van tenir molt d'èxit i guanyant una gran quantitat de fanàtics, tant als Estats Units com al Regne Unit. La discografia i l'estil musical de la banda ha estat influenciat pel rock clàssic, la música alternativa dels anys 90, el blues, el punk rock i el funk. Originalment, la banda tenia un altre guitarrista principal, Lincoln Parish, que en va formar part des de 2006 fins al 2013, quan va marxar en bons termes per seguir una carrera com a productor.
El segon àlbum de la banda, Thank You, Happy Birthday, va ser llançat el 2011, amb influències del punk rock així com per grups dels anys 80 i 90 com Pixies i Nirvana. El tercer àlbum de la banda, Melophobia, va ser publicat el 2013, va ser realitzat amb la intenció dels membres del grup de trobar la seva pròpia identitat com a músics. El seu quart àlbum, Tell Me I'm Pretty, va ser produït per Dan Auerbach i es publica el 2015. La banda va llançar un àlbum en viu el 2017, anomenat Unpeeled. El seu cinquè àlbum d'estudi, Social Cues, va ser llançat el 2019. Van guanyar el premi Grammy al millor àlbum de rock dues vegades, el 2017 per Tell Me I'm Pretty i el 2020 per Social Cues.

## Història

### Carreres prèvies
Abans de formar part de la banda Cage the Elephant, el cantant, Matt Shultz va treballar al sector de la construcció com a lampista. Durant una entrevista al "Rock It Out!" blog de Consequence of Sound, va mencionar que havia tingut la sensació que si no deixava aquesta feina, quedaria atrapat durant la resta de la seva vida. Va marxar a treballar a un lloc de sandvitxs amb el seu germà, també integrant de la banda, Brad Shultz, que abans havia treballat en telemàrqueting. Daniel Tichenor treballava a Lowe's (cadena de distribució de productes de la llar) i Jared Champion treballava a una botiga d'animals.
Nick Bockrath forma part del grup Nicos Gun i anys enrere havia tocat el baix amb Morning Teleportation. Cage the Elephant el va conèixer gràcies a la seva amistat amb aquella banda. Matthan Minster va formar una banda anomenada YOURS el 2010.

### Formació i nom
Els membres del grup van estar implicats a la banda Perfect Confusion durant els seus anys escolars i van llançar un LP homònim l'any 2005. Matt Shultz també va formar part d'una banda de punk experimental a l'escola secundària anomenada Left Nostril.
El nom del grup, segons Matt Shultz, prové d'un incident ocorregut l'any 2006, quan un home psicològicament malalt es va apropar a la banda després d'un espectacle. L'home va abraçar a Shultz i va repetir una vegada i una altra la frase "Has d'engabiar l'elefant".

### Primers anys iCage the Elephant(2007–2010)
El grup va signar amb Relentless Records després d'actuar al festival de música South by Southwest de 2007. La seva primera gira com a grup va ser com un acte de suport per a Queens of the Stone Age al Canadà. Després d'això es van traslladar a Londres, Anglaterra, a la zona de Leyton. El 2008, van aparèixer al programa britànic Later... amb Jools Holland amb altres artistes com Coldplay, Sia, Glen Campbell, John Mellencamp i Amy LaVere. Van publicar el seu àlbum debut homònim, Cage the Elephant, el 23 de juny de 2008 al Regne Unit i el 21 d'abril de 2009 es va publicar als Estats Units, Japó, Austràlia i Canadà, amb crítiques majoritàriament favorables. El seu senzill "Ain't No Rest for the Wicked" va arribar a ser número 32 a la llista de singles del Regne Unit i va sonar al videojoc de Gearbox Software Borderlands, i a la pel·lícula de 2010 The Bounty Hunter. Es va presentar com a single gratuït de la setmana d'ITunes durant la setmana del 12 d'abril de 2009.
La banda va aparèixer com a teloners a la gira de The Pigeon Detectives l'any 2008 i a la de Silversun Pickups i Manchester Orchestra el 2009. Van aparèixer a Everybody Loves Lil' Chris l'octubre de 2008. La banda va aparèixer a la televisió nacional al Late Show with David Letterman, interpretant "Ain't No Rest for the Wicked" el juliol de 2009. L'agost del mateix any, van assistir per primera vegada al festival Lollapalooza a Chicago, així com al Festival de Música i Arts Outside Lands de San Francisco el 30 d'agost de 2009. Abans del seu retorn a Lollapalooza, el grup també va actuar més d'una vegada a Bonnaroo, el 2007 i el 2009. Es va llançar el senzill " Back Against the Wall " que més tard es va incloure a We Cheer, We Cheer 2, jocs de la Wii.

### Thank You, Happy Birthday(2011–12)
El segon àlbum que van llançar, anomenat Thank You, Happy Birthday, va ser publicat el gener de 2011. Es van vendre 39.000 còpies de l'àlbum durant la seva primera setmana del llançament als EUA, debutant al número 2 del Billboard 200, perdent davant la banda Cake 's Showroom of Compassion . L'àlbum va rebre una acollida positiva de la majoria de la crítica .
Durant tot l'any, Cage the Elephant va promoure l'àlbum fent concerts. El grup va tocar diversos espectacles nocturns, com ara The Late Show with David Letterman i The Tonight Show with Jay Leno. També van aparèixer al cartell de festivals de música amb renombre, com ara Coachella i el Festival de Glastonbury. El 6 d'agost de 2011 van actuar al Kansas Speedway, el primer festival de música anual de Kanrocksas. Mesos després, la banda també van ser teloners dels Foo Fighters, que estaven de gira promocionant el seu nou àlbum Wasting Light. A l'octubre, l'apèndix del baterista de la banda, Jared Champion, va esclatar, pel que va requerir atenció mèdica immediata. Dave Grohl, líder dels Foo Fighters i antic bateria de Nirvana, va substituir temporalment Champion mentre es recuperava.
Van nominar la seva cançó " Shake Me Down" a un MTV Video Music Award al millor vídeo de rock el setembre de 2011.
Els fanàtics de la banda van augmentar durant l'any 2011. Tot i que es van formar durant la dècada dels 2000s, la banda va arribar a ser el número u a "Reader's Poll: The Best New Artist of 2011" de la revista Rolling Stone. El grup Sleeper Agent, un altre grup de música de Bowling Green i amics íntims dels membres de Cage the Elephant, va quedar en segon lloc. La revista també va nomenar l'àlbum Thank You, Happy Birthday com el 15è millor àlbum de l'any. Cage the Elephant i Manchester Orchestra es van embarcar en una gira el mateix any amb Sleeper Agent com a banda d'obertura.
El gener de 2012, va ser publicat l'àlbum Live from The Vic in Chicago, el qual van gravar durant la seva gira l'any 2011. També van fer una gira amb el festival de música Big Day Out .

### Melophobia(2013–15)
Cage the Elephant van tornar a l'estudi per gravar el seu tercer àlbum Melophobia ("por a la música"). El senzill principal de l'àlbum va ser "Come a Little Closer", es va publicar al seu canal de YouTube l'1 d'agost de 2013 i es va estrenar de manera íntegra set dies després. Melophobia es va publicar, finalment, el 8 d'octubre de 2013, rebent molt bones crítiques. Shultz va dir durant una entrevista per Billboard que, realment, la melofòbia no és tenir por a la música, va esmentar que en canvi, "és una por a crear música sota falses pretensions, atendre la calma o escriure per projectar algun tipus d'imatge que es basa en estàndards socials... [És] tractar de sonar artístic, poètic o intel·lectual, en lloc d'intentar comunicar un pensament, un sentiment o una història honestos." Les cançons de l'àlbum "Take It or Leave It" i "Cigarette Daydreams" van ser publicades el 24 de març de 2014 i el 26 d'agost de 2014, respectivament. El grup va fer una gira amb Muse com a teloners durant finals de 2013. El 24 d'agost del mateix any, la banda va interpretar Melophobia en viu a Soundcheck Nashville davant d'un públic que consistia en amics i familiars. També van interpretar les cançons "Spiderhead" i "Come A Little Closer" en viu a l'estació de ràdio KROQ, Los Angeles. Lincoln Parish va deixar la banda a finals de 2013 per poder centrar-se en el seu projecte personal, la creació de la seva productora, TalkBoxRodeo. Durant una entrevista, Parish va dir va voler ser productor abans que res. "I llavors [Cage the Elephant] òbviament va enlairar i va fer més del que qualsevol de nosaltres hauria pogut esperar." Nick Bockrath el va substituir com a guitarrista principal durant el programa de Jimmy Kimmel Live! el 9 de desembre i també en espectacles posteriors. La gira de Melophobia va continuar el 2014, també van poder actuar de gpu al festival Lollapalooza el 3 d'agost. El grup també va col·laborar amb The Black Keys i Foals a les seves respectives gires l'any 2014 al Regne Unit i als Estats Units.
L'agost de 2013, Brad Shultz i Lindsay, la seva parella, van tenir una filla, a la que van nomenar Etta Grace. El 12 de novembre de 2014, Jared Champion i la seva dona Alicia també van tenir una filla anomenada Rosalyn. Kyle Davis va substituir Champion durant la gira de desembre de 2014, mentre passava temps amb la seva família.

### Tell Me I'm Pretty(2015–17)
El seu quart àlbum, Tell Me I'm Pretty, es va publicar el 18 de desembre de 2015, amb Dan Auerbach, conegut per ser membre de The Black Keys, com a productor. Els membres del grup van dir que "només volien experimentar amb sons. Mentre comences a experimentar amb el so i surts una mica, lluny de la norma, crec que la gent ho veurà com a psicodèlic." El primer senzill que es va publicar va ser "Mess Around", i el van interpretar per primera vegada el 29 d'octubre del mateix any. Van publicar a la plataforma Twitter que s'havien inspirat en els sons de bandes com Outkast i The Black Keys per fer aquesta cançó. Van publicar el segon senzill de l'àlbum, "Trouble". Per promocionar Tell Me I'm Pretty, van presentar "Too Late To Say Goodbye" al públic abans de la publicació l'àlbum complet.
La dona que apareix a la portada de l'àlbum és la model Rachel Sykes. Durant una entrevista, Matt Shultz va dir: "Quan la vaig mirar, em va semblar de manera immediata bella als ulls, però també tenia la sensació que havia viscut una vida real d'una manera amb la qual em podia relacionar..." Llavors va continuar dient que sentia com si l'haguessin "tocat", a ell li encantava veure com actuava a la vida real, quan no l'estaven fotografiant. L'àlbum va guanyar el primer premi Grammy de la banda.

### Social Cues(2018-present)
El 26 de novembre de 2018, la banda va publicar via Twitter que el seu proper àlbum estava a punt. El 7 de gener de l'any següent van publicar una mostra d'una cançó amb el nom "Ready to Let Go" via Instagram. El 31 de gener, la banda va llançar oficialment "Ready To Let Go", el primer senzill del seu nou àlbum.
El dia 11 de febrer de 2019, van anunciar una gira per l'estiu de 2019 amb Beck, qui participa a la cançó de Social Cues "Night Running". També va aparèixer a la banda sonora del joc dePlayStation 4 MLB The Show 19. L'àlbum Social Cues es va publicar finalment el 19 d'abril del mateix any amb RCA Records. El 31 de gener van llançar un vídeo musical dirigit pel propi Matt Shultz per la cançó "Ready to Let Go". El 23 de setembre es van anunciar dates de gira per principis de 2020 a Regne Unit i Europa. Els teloners serien Post Animal pels concerts del Regne Unit i SWMRS per a la resta de la gira europea. El 24 d'octubre van publicar un vídeo musical per a la cançó "Social Cues" de l'àlbum amb el mateix nom. Es va rodar al FishCenter Live deAdult Swim a Atlanta, Geòrgia, amb una direcció addicional de Matt Shultz.
L'any 2020, l'àlbum Social Cues va guanyar el segon premi Grammy de la banda al millor àlbum de rock a la 62a edició dels premis Grammy anuals. Els membres del grup van interpretar una versió de la cançó de Metallica "The Unforgiven" a l'àlbum tribut benèfic The Metallica Blacklist, publicat el setembre de 2021.

## Membres
Membres actuals
- Matt Shultz - veu principal (2006–present)
- Brad Shultz - guitarra, teclat (2006–present)
- Daniel Tichenor - baix, cors (2006–present)
- Jared Champion - bateria, percussió (2006–present)
- Nick Bockrath - guitarra, teclat, cors (2017–present)
- Matthan Minster - teclats, guitarra, cors (2017–present)

Antics membres
- Lincoln Parish - guitarra, teclat (2006–2013)

## Discografia

### Àlbums d'estudi
| Títol                     | Data                   |
| ------------------------- | ---------------------- |
| Cage the Elephant         | 23 de juny de 2008     |
| Thank You, Happy Birthday | 11 de gener de 2011    |
| Melophobia                | 8 d'octubre de 2013    |
| Tell Me I'm Pretty        | 18 de desembre de 2015 |
| Social Cues               | 19 d'abril de 2019     |